# Hyophorbe amaricaulis
Hyophorbe amaricaulis é uma planta da família Arecaceae, endêmica em Maurícia que tem cerca de 12 metros de altura, com o tronco fino e com um haste de cera coroana.